# Stanisław Czerniej
Stanisław Czerniej (ur. 7 października 1922 w Czarnoziemiu, zm. ?) – polski polityk, działacz ruchu ludowego, poseł na Sejm PRL VII i VIII kadencji.

## Życiorys
Uzyskał wykształcenie podstawowe, z zawodu rolnik. Od 1938 działał w Związku Młodzieży Wiejskiej RP „Wici”, a podczas okupacji w Stronnictwie Ludowym „Roch” i Batalionach Chłopskich. W 1961 wstąpił do Zjednoczonego Stronnictwa Ludowego. Był członkiem władz tej partii różnego szczebla, m.in. zasiadał w Naczelnym Komitecie oraz był wiceprezesem Wojewódzkiego Komitetu w Chełmie. W 1976 uzyskał mandat posła na Sejm PRL VII kadencji w okręgu Chełm. Zasiadał w Komisji Mandatowo-Regulaminowej oraz w Komisji Obrony Narodowej. W 1980 uzyskał reelekcję w tym samym okręgu. Zasiadał w Komisji Administracji, Gospodarki Terenowej i Ochrony Środowiska, Komisji Mandatowo-Regulaminowej, Komisji Do Spraw Samorządu Pracowniczego Przedsiębiorstw oraz w Komisji Administracji, Gospodarki Przestrzennej i Ochrony Środowiska.
Otrzymał Krzyż Kawalerski Orderu Odrodzenia Polski.